# 통계적 가설 검정
통계적 가설 검정(統計的假說檢定, 영어: statistical hypothesis test)은 통계적 추론의 하나로서, 모집단 실제의 값이 얼마가 된다는 주장과 관련해, 표본의 정보를 사용해서 가설의 합당성 여부를 판정하는 과정을 의미한다. 간단히 가설 검정(假說檢定) 또는 가설 검증(hypothesis test)이라고 부르는 경우도 많다.

## 통계적 가설
통계적 가설은 통계학에서 사용하는 용어로, 하나의 특정 주장을 모수를 이용해 나타낸 형태를 지칭한다. 가령, '미국 성인여자의 신장은 크다'는 통계적 가설이 될 수 없다. 하지만 '미국 성인여자의 평균신장은 170cm이다.'는 통계적 가설이 될 수 있다. 평균신장은 여기서 모집단 특성을 나타내는 모수의 역할을 수행한다. 통계적 가설은 귀무가설(Null hypothesis ,H0, 영가설)과 이와 반대에 있는 대립가설(Alternative hypothesis,H1)로 나타낸다.

## 절차
가설검정은 다음과 같은 총 5단계 절차를 거치게 된다.
1. 유의수준의 결정, 귀무가설(H0)과 대립가설(H1) 설정
2. 표집(sampling) 및 검정통계량의 설정
3. 기각역의 설정
4. 검정통계량 계산 및 영가설 확인
5. 통계적인 의사결정

### 귀무가설과 대립가설 설정
먼저 연구 가설 내용을 통계적 가설로 바꾸어 줌으로써 가설 검정(hypothesis test)이 시작된다. 통계적 가설은 귀무 가설({\displaystyle H_{0}})과 대립 가설({\displaystyle Ha})로 나뉜다.
가령, 미국 성인 여성 신장의 평균({\displaystyle \mu })이 180cm라는 하나의 가설을 검정할 계획이라면, 귀무 가설의 표기는 다음과 같다.
- {\displaystyle H_{0}} : {\displaystyle \mu =180}

해당 귀무 가설과 반대되는 대립 가설은 다음과 같은 형태가 있다.
- 제1형 : {\displaystyle H_{1}} : {\displaystyle \mu \neq 180}
- 제2형 : {\displaystyle H_{1}} : {\displaystyle \mu <180}
- 제3형 : {\displaystyle H_{1}} : {\displaystyle \mu >180}

여기서 제 1형은 양측 검정(two-sided test, two tailed test), 제 2형, 제 3형은 단측 검정(one-sided test)이라고 지칭한다. 단측검정을 나누자면 제 2형을 좌측 검정(lower tailed test)이라고 하며, 제 3형은 우측 검정(upper tailed test)이라고 부른다.
양측검정은 가설 검증에서 기각 영역(rejection region)이 양쪽에 있는 것이고, 그러므로 유의수준 {\displaystyle \alpha }도 양극단으로 갈라져 한쪽의 면적이 {\displaystyle \alpha /2}가 된다. 기각영역이 어느 한쪽에만 있게 되는 경우를 단측검정이라고 한다.

## 같이 보기
- 1종 오류와 2종 오류
- 유의확률(P값)
- z-테스트
- t-test
- ANOVA
- 다중비교
- 동분산성
- 비모수 통계학